# 王法亮
王法亮（1960年—），山东淄博人，汉族，中华人民共和国政治人物、第十二届全国人民代表大会山东地区代表。
毕业于山东农业大学农业经济管理专业。加入中国民主建国会。担任山东省淄博市人大常委会副主任。2008年起担任全国人大代表。2013年，担任全国人大代表。